# Therese Alshammar
Therese Alshammar (n. 26 august 1977, Solna, comitatul Stockholm, Suedia) este o înotătoare suedeză, medaliată olimpică. A participat la 6 ediții ale Jocurilor Olimpice (1996, 2000, 2004, 2008, 2012, 2016) în care a câștigat două medalii de argint și o medalie de bronz.